# Tetragnatha bicolor
Tetragnatha bicolor là một loài nhện trong họ Tetragnathidae.
Loài này thuộc chi Tetragnatha. Tetragnatha bicolor được miêu tả năm 1841 bởi White.